# José Gomes Ferreira Soares de Mesquita
José Gomes Ferreira Soares de Mesquita (Campanhã, Porto, 24 de junho de 1888 — Lisboa, 7 de agosto de 1960) foi um militar do Exército Português, onde atingiu o posto de brigadeiro, que exerceu diversas funções políticas no âmbito do Estado Novo, entre as quais as alto-comissário para a reconstrução após o Sismo da Horta de 1926 e de governador civil do Distrito da Horta.
Carreira militar:
- Alistou-se como voluntário no Regimento de Cavalaria n.º 9 em 1907.
- Foi sucessivamente alferes (1913), tenente (1914), capitão (1919), major (1937), tenente-coronel (1940), coronel (1946) e brigadeiro (1948).
- Prestou serviço em Angola entre 1914 e 1916 e entre 1921 e 1923.
- Integrou o Corpo Expedicionário Português em França durante a Primeira Guerra Mundial.

Carreira política:
- Foi nomeado governador civil da Horta em 1927, após o Sismo da Horta.
- Exerceu as funções de alto-comissário para a clandestina da Horta entre 1927 e 1929.
- Foi comandante da Polícia de Segurança Pública do Porto entre 1930 e 1934.
- Desempenhou outras cargas de relevância na administração pública, como Diretor da Administração Militar e professor do Instituto de Altos Estudos Militares.

Condecorações:
- Foi agraciado com diversas condecorações, entre as quais a Medalha Comemorativa do Corpo Expedicionário Português (1918), a Medalha da Vitória (1919), a Cruz Roja del Mérito Militar (1939) e a Medalha de la Campanha (1939).
- Era oficial da Ordem Militar de Avis (1926) e da Ordem Militar de Cristo (1932).[2]

Morte:
- Faleceu em Lisboa no dia 7 de agosto de 1960, aos 72 anos.